# العنمي (أرحب)

تعديل مصدري - تعديل

العنمي هي إحدى قرى عزلة الثلث بمديرية أرحب التابعة لمحافظة صنعاء، بلغ تعداد سكانها 778 نسمة حسب تعداد اليمن لعام 2004.